# 希臘鐵路

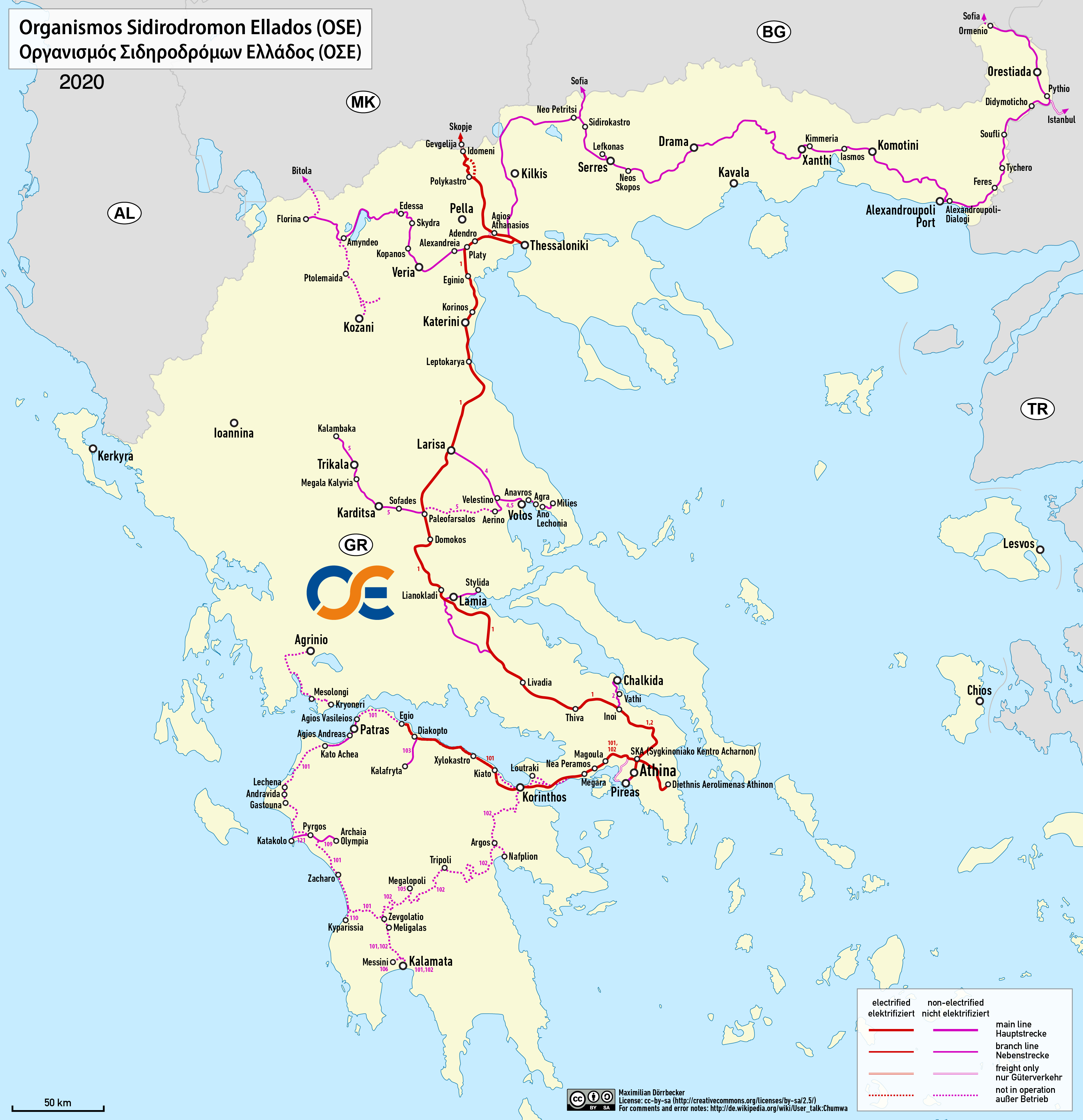
希臘鐵路網

希臘鐵路，前稱OSE列車（希臘語：ΤραινΟΣΕ Α.Ε.，讀作「trenosé」，於2022年改成現稱），是希臘一間鐵路公司，營運所有希臘鐵路組織鐵路線上的乘客和貨運列車。OSE列車在2017年9月被意大利國家鐵路收購。較早以前，OSE列車是希臘鐵路組織的子公司，直至2008年分離成為獨立的國營公司，2017年私有化。希臘鐵路公司負責僱用所有列車職員、營運和管理希臘鐵路網絡的所有鐵路服務，但不持有任何列車，而是由希臘鐵路組織持有。

## 重大事故
- 2023年色薩利火車相撞事故

## 外部連結
维基共享资源上的相關多媒體資源：希臘鐵路
- 官方網站 （页面存档备份，存于）